# Bermuda a 2018. évi téli olimpiai játékokon
Bermuda a dél-koreai Phjongcshangban megrendezett 2018. évi téli olimpiai játékok egyik részt vevő nemzete volt.  Az országot az olimpián 1 sportágban 1 sportoló képviselte, aki érmet nem szerzett.

## Sífutás
Férfi
| Versenyző     | Versenyszám | Eredmény | Helyezés |
| ------------- | ----------- | -------- | -------- |
| Tucker Murphy | 15 km       | 43:05,7  | 100.     |